# Алмонд, Джон
Джон Алмонд (англ. John Almond, 1577, Аллертон, Ланкашир — 5 декабря 1612, Тайберн, Лондон) — святой Римско-католической церкви, священник, мученик.

## Биография
Джон Алмонд родился в Аллертоне, недалеко от Ливерпуля. Его детство и начало зрелости прошли в Ирландии, откуда он в возрасте 20 лет отправился на обучение в Рим, где после окончания английского колледжа в 1602 году он был рукоположён в священника. В этом же году он вернулся в Англию, где стал заниматься пастырской деятельностью среди английских католиков. Джон Алмонд был несколько раз арестован за запрещённую деятельность. В первый раз его арестовали в 1608 году, во второй раз — в 1612 году. В ноябре 1612 года он вместе с другими семью священниками бежал из тюрьмы. В начале декабря он был снова схвачен и 5 декабря казнён четвертованием в Лондоне.

## Прославление
Джон Алмонд был беатифицирован в 1929 году Римским папой Пием XI и 25 октября 1970 года канонизирован Римским папой Павлом VI в группе 40 английских и уэльских мучеников.
День памяти в Католической церкви — 25 октября.